# Microkrediet

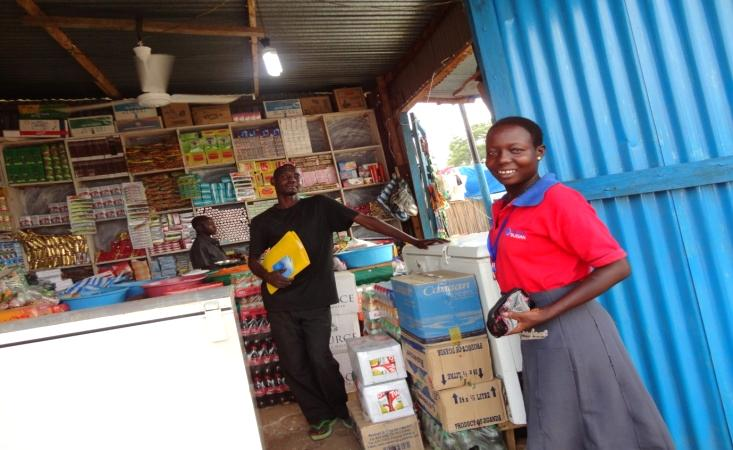
Deze winkel in Zuid-Soedan werd geopend met behulp van een lening van een microfinancieringsprogramma

Microkrediet is een onderdeel van het groter omvattende begrip microfinanciering. Microkredieten zijn kleine leningen (tot maximaal enkele honderden euro's) die voornamelijk worden toegekend aan kleine en/of startende ondernemers -heel vaak vrouwen- in ontwikkelingslanden, die door de meeste traditionele banken als een te groot kredietrisico worden beschouwd bij gebrek aan een onderpand, een vast maandinkomen en liquide middelen. Een microkrediet verschaft deze ondernemers de mogelijkheid te investeren in bijvoorbeeld de aanschaf van een koe, naaimachine, of een winkel om daarmee hun financiële positie en toekomst te verbeteren. Het gaat hierbij om het helpen zichzelf te ontwikkelen (ontwikkelen van financiering) en niet alleen om het geven van geld (financiering van ontwikkeling). Microkrediet is in eerste opzet bedoeld en aangeboden als non-profit-initiatief aangeboden, soms echter ook wel met het oog op winst.

## Geschiedenis
In de geschiedenis hebben meerdere vormen van leningen bestaan. De oudste vorm van kredietverstrekking is afkomstig uit Ierland in het begin van de 18e eeuw eeuw, als gevolg van de heersende hongersnood. Eind 19e eeuw ontstond een soortgelijk systeem van "dorpsleningen" in Nederlands-Indië onder het 'Nederlandsch-Indische volkscredietwezen', een initiatief dat brede navolging vond. De moderne microfinanciering als armoedebestrijding is ontstaan in Bangladesh rond 1976; de globalisering maakte een wereldwijde verbreiding mogelijk, waardoor het een vorm van ontwikkelingshulp is geworden..

### Kredieten in eigen land

#### Ierland
Het concept van het microkrediet – in vroegere versies ook volkskrediet genoemd – werd bedacht door de 18e-eeuwse Ierse dominee en schrijver Jonathan Swift. Hij wilde de armoede na een hongersnood in zijn land bestrijden. Volgens zijn theorie zouden kleine leningen veel mensen in moeilijkheden kunnen helpen. In 1721 richtte hij het Irish Loan Fund op. Met 500 pond, een kapitaal in die tijd, betaalde hij de eerste leningen, die verschilden van vijf tot tien pond. Dit geld moest in termijnen terugbetaald worden; wekelijks twee tot vier shilling, zonder rente. Het fonds groeide vlug en al snel ontstonden er meer van deze fondsen. Binnen de kortste keren waren er meer dan 500.000 leningen afgesloten bij de verschillende fondsen. Na de hongersnood herstelde Ierland zich langzaam en daarmee daalde het aantal leningen bij de fondsen ook langzaam. Soms leefden de fondsen weer even op, maar halverwege de 20e eeuw waren alle fondsen verdwenen.

#### Nederlands-Indië
Nog voor het einde van de Irish Loan Funds ontstond in Nederlands-Indië de Priyayi Bank, gesticht door Raden Wiriamaadya. Hij wilde zijn vrienden uit de schulden helpen. Hij had namelijk tijdens een feest ontdekt dat de organisator ervan een enorme lening bij een Chinees had moeten afsluiten om het te kunnen organiseren. Hij was daar zeer bedroefd over en besloot om zelf geld bij te dragen aan zulke feesten en stelde een leenfonds voor. Zijn idee werd later in praktijk gebracht door een zekere Sieburgh. Een jaar later werd een collega, De Wolff van Westerrode, benoemd tot directeur van de bank, die inmiddels Poerwokertosche Spaar- en Landbouwcredietbank heette. Het concept bleek perfect en er ontstonden duizenden dorpsbankjes in Nederlands-Indië. In 1912 werd als onderdeel van de ethische politiek het Nederlandsch-Indische volkscredietwezen opgericht met een overkoepelende Centrale Kas. Deze moest alle lokale banken controleren en hieronder vielen de 75 volkskredietbanken, 1336 dorpsbanken en 12.424 lumbung padi banken. Ook buiten Nederlands-Indië had men interesse in dorpsbankjes die microkredieten verschaften; in vele ontwikkelingslanden ontstonden dorpsbankjes, die soms niet meer waren dan een overdekte groep tafels met een groep mensen erachter.

#### Bangladesh

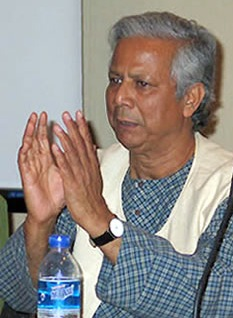
Muhammad Yunus, oprichter van de Grameen Bank

Microkredieten werden pas populair bij de oprichting van de Grameen Bank van de Bengalees Muhammad Yunus in 1976. Yunus wilde de positie van de armen in zijn land verbeteren. Met dat idee richtte hij de Grameen Bank op, de 'bank van de armen’. Het vernieuwende was dat arme mensen, die bij de gangbare banken geen onderpand konden overleggen en dus geen lening konden krijgen om zich uit hun armoede omhoog te werken, bij deze bank wel een kleine lening konden krijgen. Met onderlinge hulp en de sociale controle binnen de vrouwengroepen werden deze leningen, tegen alle verwachtingen in, terugbetaald. Het werd een groot succes en vandaag de dag is de Grameen Bank een van de grootste microkredietinstellingen ter wereld. 
De Verenigde Naties riepen 2005 uit tot internationaal jaar van het microkrediet en op 13 oktober 2006 werd bekend dat de Nobelprijs voor de Vrede voor het jaar 2006 was toegekend aan Yunus en de Grameen Bank.

## Werkwijze in ontwikkelingslanden
Microkredieten worden in ontwikkelingslanden soms aan individuele mensen verstrekt en vaak aan personen die zich georganiseerd hebben in solidariteitsgroepen van 5-20 mensen, meestal vrouwen. In deze groepen staan de groepsleden onderling voor elkaar garant. Dit heeft twee voordelen. Het belangrijkste is dat dit een manier is om het aantal minuten werk per nieuwe klant voor het bankpersoneel beheersbaar te houden. Groepsleden zoeken elkaar uit omdat ze elkaar kennen en vertrouwen. Het inschatten van de kredietwaardigheid kost een bankmedewerker daardoor minder tijd. Een tweede factor is de sociale controle en druk op elk individu om de lening af te lossen, omdat in geval van niet terugbetalen de andere groepsleden hiervan nadeel ondervinden. Deze sociale druk valt in de praktijk mee, omdat groepsleden van tevoren al bewust betrouwbare groepsgenoten geselecteerd hebben.
Vaak bestaat er vanuit de kredietverlenende organisatie een voorkeur voor het verschaffen van krediet aan vrouwen. Dit onderscheid op basis van sekse wordt gelegitimeerd door de statistieken dat vrouwen in ontwikkelingslanden betrouwbaarder terugbetalen. Ook zou hierdoor de emancipatie van vrouwen bevorderd worden.

### Westerse factoren
In Nederland bestaat ruwweg een tweedeling tussen enerzijds partijen die nog niet kostendekkende MicroFinancierings Instituten (MFI's) ondersteunen in hun professionaliseringsslag (met name Cordaid en Oxfam Novib) en anderzijds een aantal sociaal-ethische beleggingsfondsen die met de toevertrouwde gelden kredieten verlenen aan (bijna) kostendekkende MFI's in ontwikkelingslanden. De oudste en grootste private verstrekker van microkredieten via deze MFI's is Oikocredit International, dat in Nederland het Oikocredit Nederland Fonds (ONF) aanbiedt. De ASN Bank, de Triodos Bank en de SNS Bank (SNS Institutional Microfinancefonds) zijn enkele jaren geleden ook gestart. Zo kunnen hun klanten vanuit maatschappelijk oogpunt investeren in microkredieten voor arme, maar ondernemende mensen.
Er zijn, in het kader van de millenniumdoelen, in diverse landen organisaties opgericht, die zich bezighouden met het verstrekken van microkredieten in ontwikkelingslanden.
Investeren in microfinancieringsinstituten lijkt aantrekkelijk omdat het zowel financieel aantrekkelijk als humanitair nuttig is, de zogenoemde "double bottom line". Dit is al door zo veel mensen verzonnen dat er een overschot van aandelenkapitaal dreigt te ontstaan.

### Kosten-baten
Microfinancieringsinstituten hebben in het algemeen als doelstelling geen verlies te maken, omdat ze duurzaamheid op de lange termijn nastreven. De rentepercentages op deze microleningen zijn een stuk hoger dan in het westen, ruwweg 15-50%. Dit wordt met name veroorzaakt door de kosten. Het verstrekken van een lening van 30-300 euro in Afrika kost veel meer tijd per euro, dan het verstrekken van een veel grotere lening in Europa. De periodieke afbetalingen (vaak wekelijks) worden efficiënt georganiseerd, maar kosten ook arbeidstijd. Toch vinden de lokale klanten de rentepercentages erg meevallen, omdat men het vergelijkt met het alternatief, de lokale woekeraars die vaak 10-50% per dag vragen.
Ongeveer 98% van de microkredieten wordt terugbetaald. Dit is beter dan leningen bij traditionele banken in westerse en in ontwikkelingslanden. Er zijn verschillende theorieën waarom dit zo is. De inzet van vrouwen om hun positie en dat van hun kinderen te verbeteren, gevoel van eigenwaarde en persoonlijke trots bij het bereiken van het resultaat, de ambitie om na deze lening een grotere lening te kunnen afsluiten, de structuur van de solidariteitsgroepen.
In uitzonderlijke humanitaire situaties hoeft microfinanciering niet kostendekkend te zijn, bijvoorbeeld wanneer men ex-kindsoldaten begeleidt naar geweldloze economische activiteiten.

## Microkrediet in Nederland
Koningin Máxima zet zich sinds jaren namens de Verenigde Naties in voor microfinanciering in ontwikkelingslanden. Sinds 2007 maakt zij deel uit van de Raad voor de Microfinanciering.
Voor het midden- en kleinbedrijf (MKB) zijn er zijn er verschillende microkredieten beschikbaar. Uit een rapport van McKinsey uit 2009 blijkt dat de behoefte hieraan groot is, evenals aan begeleiding.
- Qredits is een onafhankelijke stichting die in 2006 werd opgericht. Ze biedt kredieten tot € 250.000 en begeleiding aan het MKB en ideële stichtingen.[5] Daarnaast biedt ze sinds 2024 kredieten voor het verduurzamen van bedrijven.[6]
- UWV biedt kredieten aan startende ondernemers vanuit een arbeidsongeschiktheidsuitkering.[7]
- Gemeenten verstrekken microkredieten op grond van het Besluit bijstandverlening zelfstandigen (Bbz 2004). De kredieten zijn maximaal € 45.483 voor startende ondernemers vanuit de WW of bijstand en € 247.047 voor gevestigde ondernemers. Daarnaast is er inkomensondersteuning met als extra groepen oudere en beëindigende ondernemers,[8][9] en worden saneringskredieten verstrekt aan gevestigde ondernemers met probleemschulden.[10] Een deel van de gemeenten laat het Bbz uitvoeren door samenwerkingsorganisaties.

## Microkrediet in België
In België zijn drie organisaties die zeer specifiek microkredieten aanbieden voor individuen en ondernemers in eigen land: Crédal, MicroStart en Impulskrediet. Deze organisaties bieden microkredieten aan mensen of ondernemers die moeilijk toegang hebben tot financiering door banken. Crédal is enkel werkzaam in Franstalig België; deze biedt zowel persoonlijke als professionele microkredieten aan. MicroStart is zowel werkzaam in Wallonië als in Vlaanderen; deze biedt enkel professionele kredieten aan. Impulskrediet is er voor Vlaamse ondernemers.
Impulskrediet voorziet in  microkredieten tot 25.000 euro voor ondernemers die moeilijk aan een krediet geraken bij de bank. Omdat ze te jong of te oud zijn, ooit een faillissement hebben gehad, het hen aan ervaring ontbreekt, ze onvoldoende eigen inbreng hebben of geen waarborgen kunnen bieden. Impulskrediet biedt naast microkredieten ook begeleiding aan. Kredietnemers kunnen tot 2 jaar toe gratis begeleiding krijgen. Impulskrediet is het microkrediet van Hefboom, een coöperatieve groep die 30 jaar bestaat en staat voor sociaal en duurzaam ondernemen. Hefboom doet dat door financiering aan te bieden, maar ook managementadvies en dienstverlening binnen de sociaal-profit en non-profit sector.